# Moda do hip hop

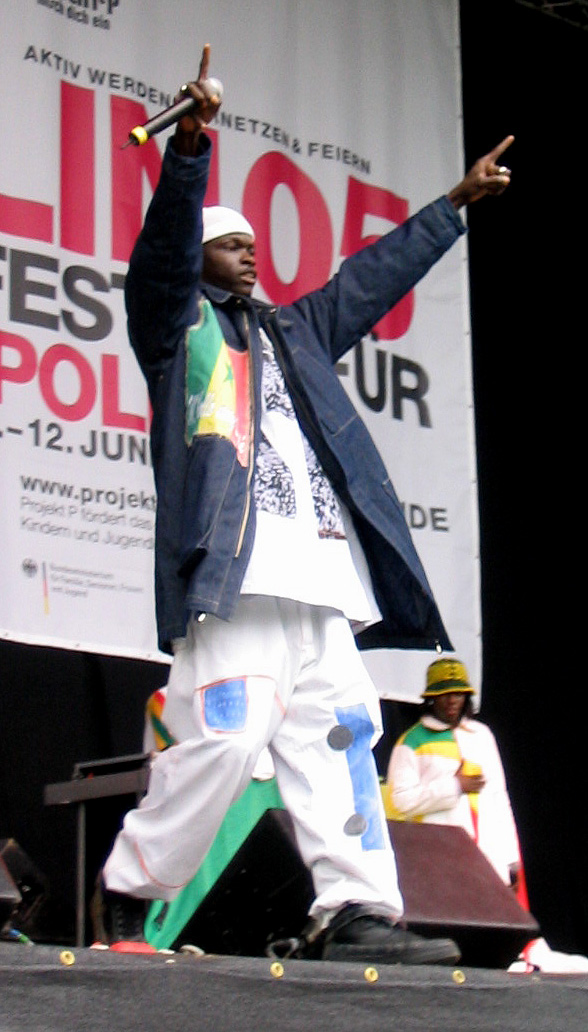
Faada Freddy do grupo senegalês de hip hop Daara J na Alemanha, 2005.

A moda do hip hop é um estilo de se vestir de origem afro-americana, caribenha e latina, que teve origem no bairro The 5 Boroughs, em Nova Iorque, e mais tarde influenciou em cenas do hip hop em Los Angeles, Galesburg, Brooklyn, Chicago, Filadélfia, Detroit, Porto Rico, entre outros. Cada cidade contribuiu com vários elementos para o seu estilo geral visto hoje no mundo inteiro.
A moda do hip hop complementa as expressões e atitudes da cultura hip hop em geral. A moda do hip hop mudou significativamente em toda sua história, e hoje é uma parte proeminente da moda popular como um todo em todo o mundo e para todas as etnias.
O primeiro estilista a unificar a moda convencional com o estilo do Hip Hop foi Karl Kani, que desenvolveu as primeiras calças com o formato propriamente largo. Pelo sucesso das vendas ele recebeu o título de "The Godfather of fashion Urban" e também foi eleito mais tarde pela revista People um dos 100 Afro-Americanos mais ricos do mundo.

## Críticas sobre a moda do hip hop
Os comentadores de dentro e fora da comunidade hip-hop têm criticado o custo de muitas das acomodações da moda hip hop. Chuck D do Public Enemy resumiu a mentalidade da moda hip hop e alguns jovens de baixa renda como "Cara, eu trabalho no McDonald's, mas, para mim me sentir bem sobre mim que tenho de receber uma corrente de ouro ou eu tenho que arranjar um carro voador, a fim de impressionar uma irmã, ou qualquer coisa assim. " Em 1992 sua canção "Us ", Ice Cube cantou que "os afro-americanos vai sempre cantar o blues / porque é tudo se preocupar com penteados e tênis. "
Alguns fãs expressaram decepção com o aumento da quantidade de publicidade de marcas caras do hip-hop em revistas. Em uma carta ao editor na revista Source, um leitor escreveu que a revista deveria "tentar mostrar algumas marcas menos caras porque os 'cabeças' saberão que não tem que empurrar, roubar ou assaltar e dar tiros para alcançar o alto flyness." Guru do Gang Starr foi roubado em um ponto de ônibus e perdeu seu relógio Rolex e uma jaqueta de Queen Latifah, e Prodigy foi roubado em outro ponto de ônibus, tendo perdido US$ 300.000 em joias.
São poucos outros movimentos iniciados, tais como os membros do Public Enemy, fizeram a opção deliberada de não joias caras não como uma declaração contra o materialismo.

## Galeria

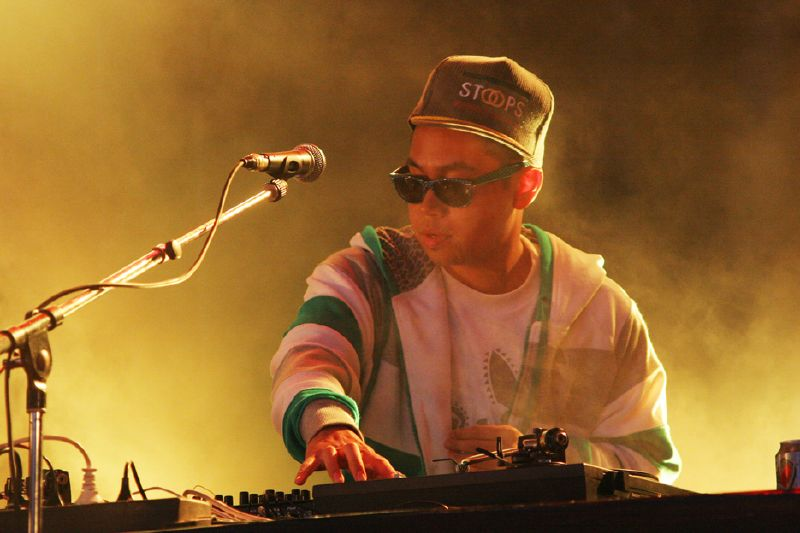
Um DJ utilizando um hoodie e um óculos escuro.
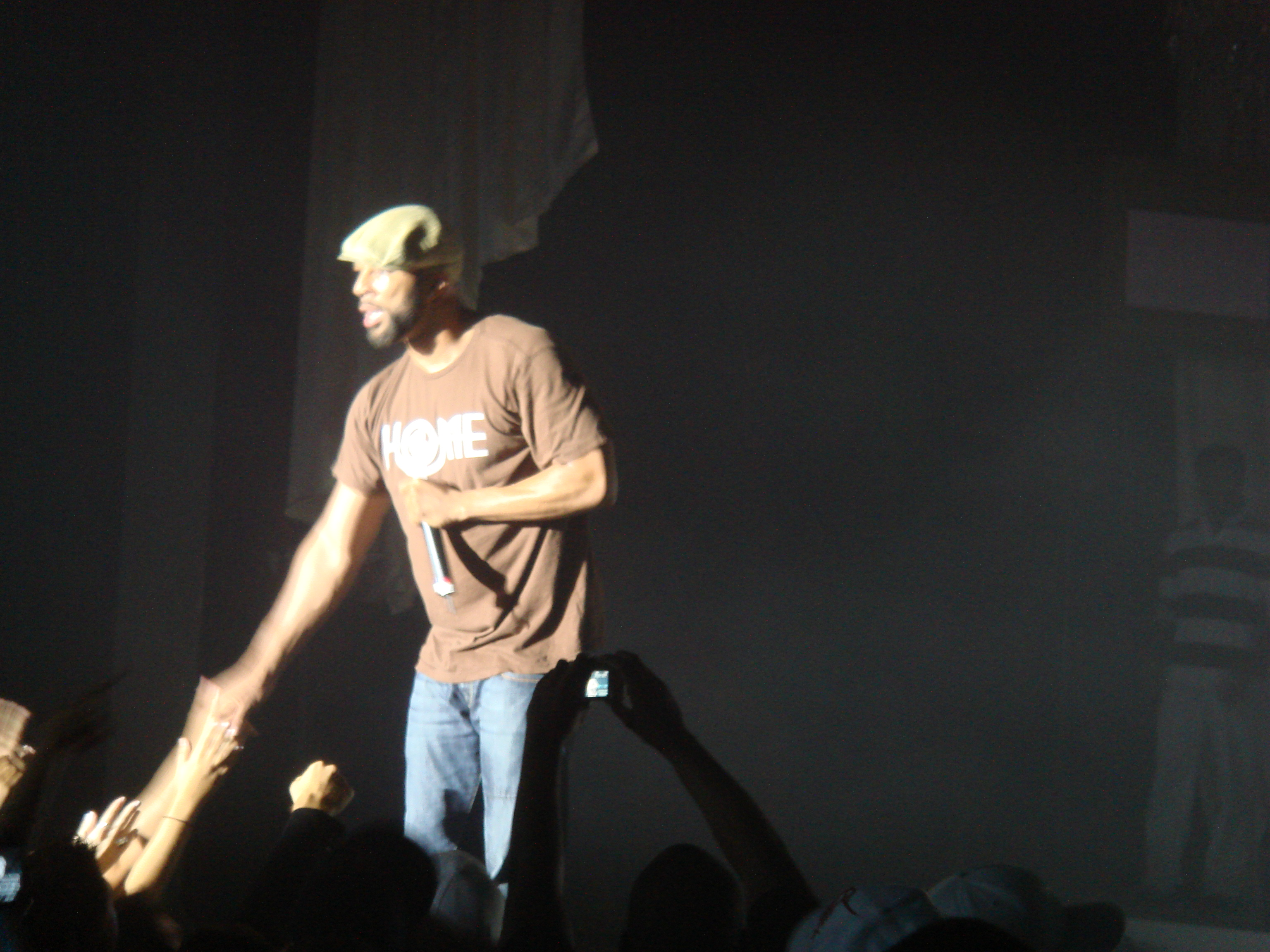
Common utilizando camiseta t-shirt e calça jeans.
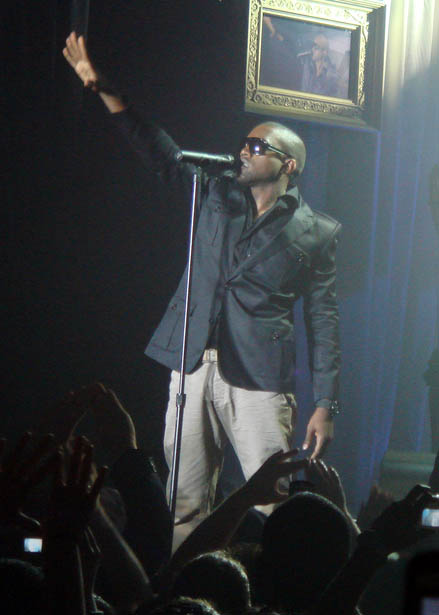
Jeito de se vestir de Kanye West.
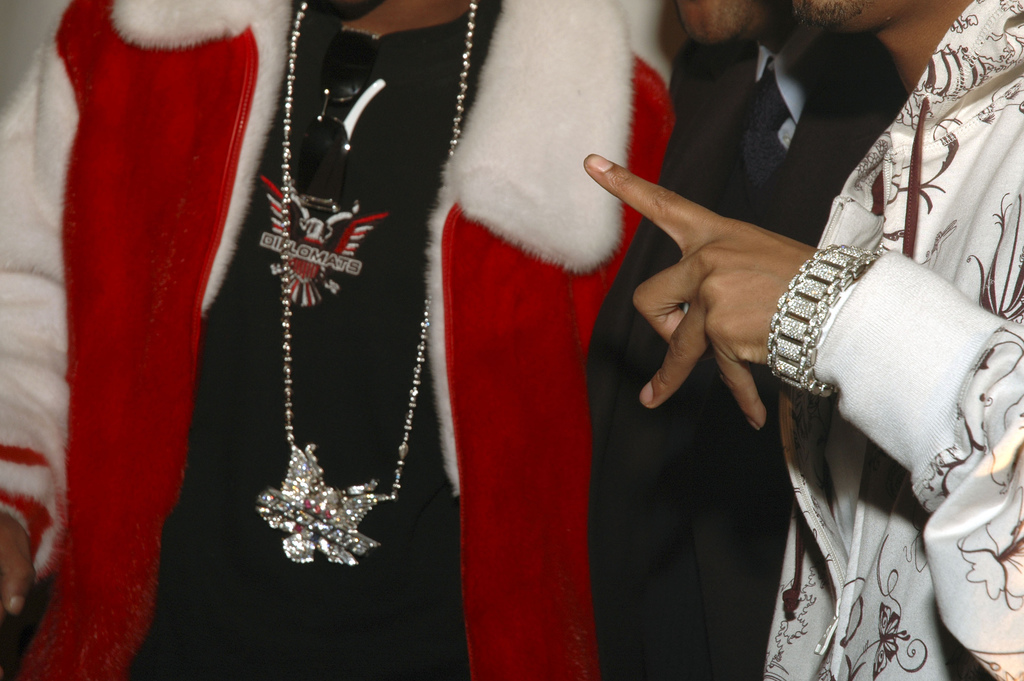
Joias bling-bling.
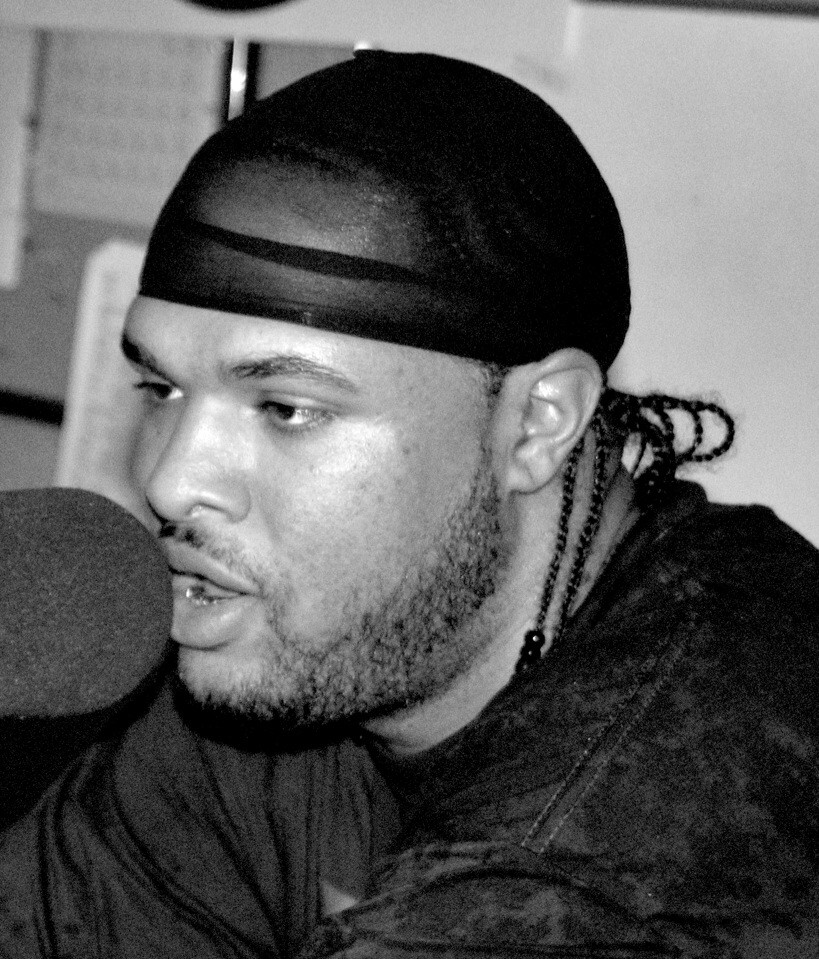
Rapper Slim Thug no estilo du rag.
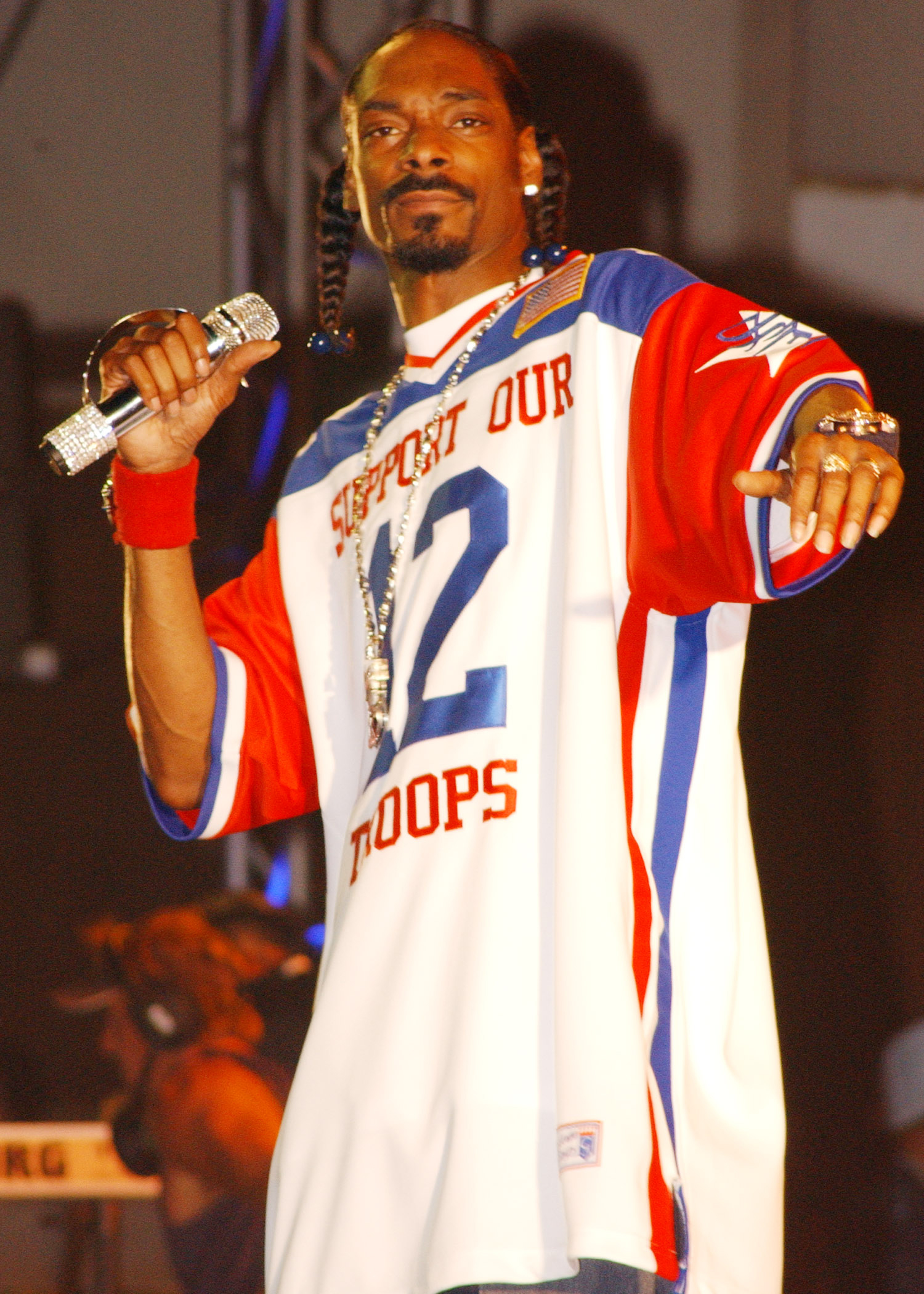
Rapper Snoop Dogg, com estilo parecido à Daara J.